# Rajecká Lesná
Rajecká Lesná (en allemand : Friewald ; en hongrois : Frivaldnádas) est une commune de la région de Žilina, en Slovaquie.

## Histoire
La première mention écrite du village date de 1474.

## Démographie

### Évolution de la population
| Année:               | 1994. | 2004.   | 2014.   | 2024.   |
| -------------------- | ----- | ------- | ------- | ------- |
| Nombre de personnes: | 1280  | 1300    | 1219    | 1192    |
| Différence:          |       | +1,56 % | -6,23 % | -2,21 % |

| Année:               | 2023. | 2024.   |
| -------------------- | ----- | ------- |
| Nombre de personnes: | 1212  | 1192    |
| Différence:          |       | -1,65 % |